# Eli Balas
Eli Balas (... , 7 juli....) is een Amerikaans professioneel pokerspeler. Hij won onder meer het $1.500 Omaha 8 or better-toernooi van de World Series of Poker 1992, het $5.000 Limit Hold'em-toernooi van de World Series of Poker 1999 en het $2.500 Limit Hold'em-toernooi van de World Series of Poker 2004. Op de World Series of Poker (WSOP) van 2005 speelde hij zich voor de 25e keer naar een geldprijs in een WSOP-toernooi.
Balas verdiende in totaal meer dan $1.350.000,- in pokertoernooien (cashgames niet meegerekend).

## Wapenfeiten
Balas maakte in 1992 in één klap naam in het professionele pokercircuit door het eerste het beste WSOP-toernooi waarin hij zich naar prijzengeld speelde, direct ook te winnen. Bovendien werd hij diezelfde jaargang ook tiende in het $2.500 Seven-Card Stud-toernooi. Dat bleken de eerste van 25 keren dat Balas zich voor het einde van 2005 in de prijzen pokerde op een van de jaarlijkse WSOP's. In die tijd won hij drie WSOP-titels en had hij een paar grote kansen op een nog groter aantal. Hij werd namelijk tweede in zowel:
- het $1.500 Limit Hold'em-toernooi van de World Series of Poker 1995 (achter de Amerikaan Christian Van Hees)
- het $5.000 Chinese Poker-toernooi van de World Series of Poker 1996 (achter Jim Feldhouse)
- het $2.500 Seven-Card Stud-toernooi van de World Series of Poker 1999 (achter David Grey)
- het $1.500 7 Card Stud Hi/Lo-toernooi van de World Series of Poker 2000 (achter Randy Holland)

als
- het 1.000 No Limit Hold'em-toernooi van de World Series of Poker 2005 (achter John Pires)

Daarnaast eindigde hij ook nog twee WSOP-toernooien als nummer drie.
De $10.000 No Limit Hold'em - Final van de Five Diamond World Poker Classic in Las Vegas was in mei 2002 het eerste toernooi van de World Poker Tour (WPT) waarop Balas zich naar een geldprijs speelde. Hij kreeg $34.780,- mee voor een zevende plaats

## WSOP-titels
| Jaar                       | Toernooi                 | Prijs      |
| -------------------------- | ------------------------ | ---------- |
| World Series of Poker 1992 | $1.500 Omaha 8 or better | $122.400,- |
| World Series of Poker 1999 | $5.000 Limit Hold'em     | $220.000,- |
| World Series of Poker 2004 | $2.500 Limit Hold'em     | $174.440,- |